# 汪述祖
汪子贤，字述祖，号林甫，安徽省休宁县石田人，清末政治人物，進士出身。
光绪二十年甲午（1894年）恩科进士，同年五月，以主事分部学习。授官吏部主事，在文选司行走，至辛亥革命返乡。工诗，著有《余园诗稿》存世。汪氏九十二世。